# エイス・グレード 世界でいちばんクールな私へ
『エイス・グレード 世界でいちばんクールな私へ』（エイスグレード せかいでいちばんクールなわたしへ、Eighth Grade）は、2018年のアメリカ合衆国の青春映画。ボー・バーナム監督の映画デビュー作で、出演はエルシー・フィッシャーとジョシュ・ハミルトンなど。シャイで不器用な卒業間近の中学生の少女が、周囲から何とか認められようと悪戦苦闘する姿を描いている。
本作は公開直後より絶賛されており、「映画の神々からの贈り物」とまで評されるほどであった。

## ストーリー
ケイラ・デイはミドルスクールの生徒として最後の1週間に突入していた。ケイラはYouTuberとして活動していたが、彼女が投稿した動画はほとんど視聴されることがなかった。ケイラは友達を作ることができずに悩んでいたが、クラスメートたちはそんな彼女の苦悩なぞつゆ知らず、ケイラを「学年で最も無口賞」に選ぶ。シングルファーザーとしてケイラを育ててきたマークも娘の現状には苦悩させられており、ネットにはまっている娘をどうにかしようとあれこれ手を尽くしていたが、失敗に終わっていた。
そんなある日、ケイラはクラスメートのケネディからプール・パーティーに招待された。ケネディは母親の命令で嫌々ケイラを招待したのだった。久しぶりに大勢の人の中に入ったケイラは不安に襲われたが、何とか克服することができた。会場で、ケイラはケネディの従兄であるゲイブと知り合った。その後、ケイラは密かに思いを寄せているエイデンに会った。エイデンはケイラに声をかけてくれた。人前に出ることへの恐怖に襲われたケイラだったが、勇気を振り絞ってカラオケに参加することができた。
ケイラはエイデンがガールフレンドと破局したという話を耳にした。エイデンはガールフレンドの自撮りヌードを欲したが、彼女がそれを拒絶したために捨てたという。これを好機とみなしたケイラは自分のエッチな画像を持っていると言ってエイデンの関心を引こうとした。エイデンが「フェラチオはできるのか」と尋ねたので、その語の意味を知らぬまま、ケイラは「もちろん」と答えてしまった。予想外の返答だったため、エイデンは驚愕する。帰宅後、意味をネットで調べたケイラは、大嫌いなバナナで練習しようとする。
ケイラは高校の体験入学に参加した。案内役のオリヴィアはとても親切で、ケイラも気兼ねなく接することができた。オリヴィアはケイラをモールに誘い、友人たちに引き合わせた。ケイラは楽しい時間を過ごしていたが、父親が自分を監視していることに気が付いた。娘を心配するあまりの行動であったが、ケイラに追い払われた。その後、オリヴィアの友人であるライリーがケイラを自宅まで送ってくれることになった。道中、ケイラとライリーは真実か挑戦かゲームをやることになった。ライリーは「性体験はあるかい?」とケイラに尋ね、Ｔシャツを脱いだ。ケイラにも脱ぐように言うが、ケイラは脱がなかったので、ライリーは気を悪くした。帰宅した娘の様子がおかしいことに気が付いたマークは、ケイラをそっと抱きしめて慰めるのだった。
ケイラはクラスメートたちと共に2年前に埋めたタイムカプセルを開けることになった。ケイラがカプセルに入れたのは自分自身へのビデオレターだった。「2年後の貴方は人生を楽しんでいますか。友達はできましたか」と尋ねる2年前の自分を見たケイラは胸に込み上げるものを感じた。帰宅したケイラはタイムカプセルに入っていたものを焼却することにした。作業中、ケイラは「自分が娘を持って、今の自分のようだったら悲しいだろう」と呟いた。それを耳にしたマークは「とんでもない。ケイラがいてくれたお陰で、僕の人生は誇りに満ちたものになったのだから」と答えた。その言葉を聞いたケイラは心の重荷が消えていくのを感じた。
そして、ケイラが中学校を卒業する日がやって来た。

## キャスト
- ケイラ・デイ: エルシー・フィッシャー
- マーク・デイ: ジョシュ・ハミルトン（英語版）
- オリヴィア: エミリー・ロビンソン（英語版）
- ケネディ: キャサリン・オリヴィエ
- ゲイブ: ジェイク・ライアン
- エイデン: ルーク・プラエル
- ライリー: ダニエル・ゾルガードリ
- トレヴァー: フレッド・ヘッキンジャー

## 公開・興行収入
2018年1月19日、本作はサンダンス映画祭でプレミア上映を迎えた。3月14日、A24が本作の予告編を公開した。
2018年7月13日、本作は全米4館で限定公開され、公開初週末に26万3797ドル（1館当たり6万5949ドル）を稼ぎ出し、週末興行収入ランキング初登場23位となった。本作の1館当たりの興行収入は2018年公開作として最高のものであり、『犬ヶ島』の記録（1館当たり6万11ドル）を更新するものであった。公開2週目には公開規模が33館に拡大され、週末に82万ドルを稼ぎ出し、週末興行収入ランキング17位となった。

## レイティングに関する批判
アメリカン・フィルム・インスティチュートは本作にR指定（17歳未満の観賞は保護者の同伴が必要）を下した。その結果、13歳の女の子が抱える葛藤を描写した本作を13歳が一人で鑑賞できないという奇妙な事態が生じ、それに批判が集まった。その原因は劇中でFワードが複数回使用されていることと主人公がオーラルセックスに言及するシーンが存在することだと推測されている。
バーナム監督も本作がR指定となったことに苦言を呈しているが、PG13指定に引き下げるための編集は行わないと明言している。監督は「R指定の作品を作りたかった訳ではありません。子供たちが生きる姿を描写したかっただけです。」「『エイス・グレード』がR指定になったのは、8年生の子たちの生活にR指定になる要素が含まれているからでしょう。」「子供たちにとって適切な現実を描写することが我々の責務ではないと思います。我々の責務は子供たちが実際に生きている現実を描写することです。」と語っている。

## 評価
本作は批評家から絶賛されている。映画批評集積サイトのRotten Tomatoesには312件のレビューがあり、批評家支持率は99%、平均点は10点満点で8.8点、サイト側による批評家の見解の要約は「『エイス・グレード』はタイトルにもなっている8回生を観察し、貴重な真実の響きを提示してくれる。同作はボー・バーナム監督の鮮烈なデビュー作であり、エルシー・フィッシャーが魅力溢れる女優であることを高らかに宣言している。」となっている。また、Metacriticには49件のレビューがあり、高評価は48件、賛否混在は1件、低評価はなく、加重平均値は89/100となっている。